# Max Du Veuzit
Alphonsine Zéphirine Vavasseur, nota anche con lo pseudonimo di Max du Veuzit (Petit-Quevilly, 29 ottobre 1876 – Bois-Colombes, 15 aprile 1952), è stata una scrittrice francese.

## Biografia
Dopo il matrimonio avvenuto nel 1898 con un impiegato delle ferrovie che la incoraggia, si dedica alla scrittura. Nel 1905, durante la permanenza nella cittadina di Harfleur, lavora come critica letteraria per diversi giornali pubblicati in Normandia.
In questo periodo inizia anche a pubblicare diversi romanzi sentimentali che ottengono un immediato e duraturo successo tanto da permetterle di cambiare diverse volte residenza e, nel 1935, di comprare il castello di Théméricourt anche se trascorrerà gli ultimi anni della sua vita a Bois-Colombes.
Per un breve periodo scrive anche testi teatrali.
La sua opera può essere ricondotta al romanzo sentimentale in cui una coppia di protagonisti deve affrontare diverse difficoltà per coronare il loro sogno d'amore. Nonostante inganni e mascheramenti i buoni sentimenti alla fine trionfano sempre; inoltre l'antagonista non sempre è una persona malvagia ma piuttosto le circostanze più o meno fortuite che provocano incidenti o contrasti.
La Société des gens des lettres, in cui entra già nel 1902, ha creato un premio letterario a lei intitolato come riconoscimento speciale all'autore del romanzo più pubblicato negli ultimi 4 anni.

## Opere
- MON MARI, 1925 - Mio marito
- JOHN, CHAUFFEUR RUSSE, 1931 - John autista russo
- PETITE COMPTESSE, 1932 - La contessina
- L'HOMME DE SA VIE, 1933 - l'uomo della sua vita
- UN MARI DE PREMIER CHOIX, 1934 - un marito di prima scelta
- L'AUTOMATE, 1935 - l'automa
- LE VIEUX PUITS, 1936 - il vecchio pozzo
- ARLETTE ET SON OMBRE, 1946 - Arletta e la sua ombra